# Guglielmo di Capraia
Guglielmo di Capraia (Pisa, XIII secolo – Sardegna, 1264) fu giudice de facto di Arborea, in quanto reggente di Mariano II di Arborea,  dal 1241  fino al 1264.

## Biografia
Figlio del conte Ugo degli Alberti dei Conti di Capraia e Bina, già prima moglie di Pietro I d'Arborea fino al 1191, in data imprecisata andò a Oristano, dove ben presto si fece apprezzare dal giudice Pietro II di Arborea, divenendone suo uomo di fiducia, tanto che alla sua morte, nel 1241, divenne tutore di Mariano II, quindi giudice de facto, sebbene non fosse stato riconosciuto tale dalla Corona de Logu.
La sua politica si caratterizzò per essere fortemente filopisana.
Il 29 settembre 1250, papa Innocenzo IV riconobbe la sua sovranità in Arborea, ma pochi anni dopo la Corona de Logu riconobbe nuovamente il diritto del trono a Mariano II.
Tuttavia, a causa della giovane età di Mariano, il potere rimase a Guglielmo.
Nel 1257, Guglielmo prende parte, insieme a Gallura e Torres giudicati filopisani, alla guerra contro il Giudicato di Cagliari, filogenovese. Guglielmo nell'occasione assume la carica di rappresentante degli interessi pisani nell'isola: generalis vicarius Pisanorum in Sardinia existentium.
Il 20 luglio 1258, dopo quattordici mesi di guerra, Santa Igia, capitale del Giudicato di Cagliari, venne conquistata dalla coalizione e Guglielmo III Salusio VI fu costretto a fuggire a Genova, dove morì poco tempo dopo senza eredi. Il Giudicato di Cagliari dopo 358 anni cessò di esistere e fu quindi diviso fra i vincitori: un terzo alla Gallura, un terzo ad Arborea (Gippi, Nuraminis, Trexenta, Marmilla inferiore, Dolia, Gerrei e Barbagia di Seùlo), e un terzo a Pisa (Sulcis, Nora e Decimo a Gherardo della Gherardesca, il Cixerri al conte Ugolino della Gherardesca mentre la città di Cagliari al comune di Pisa). Santa Igia fu rasa al suolo.
Nel frattempo Guglielmo di Capraia costrinse Mariano a riconoscere come co-giudice, dopo la sua morte, il figlio Nicolò di Capraia.
Tuttavia nel 1264, alla morte di Guglielmo, Mariano imprigiona e uccide il figlio Nicolò, cominciando così a governare autonomamente.